# Folklig ortodox samling
Folklig ortodox samling (Laikos Orthodoxos Synagermos, LA.O.S) är ett högerpopulistiskt, nationalkonservativt och EU-kritiskt politiskt parti i Grekland.
LA.O.S grundades år 2000 av den kontroversielle journalisten Georgios Karatzaferis sedan denne blivit utesluten ur partiet Ny demokrati.
I de allmänna valen den 7 mars 2004 fick LA.O.S endast 2,2 % av rösterna och misslyckades med att ta sig över 3 %-spärren till det grekiska parlamentet. I EU-valet, några månader senare, erövrade partiet 4,12 % och ett mandat i Europaparlamentet. Fram till 2009 satt partiets europaparlamentariker i den antifederalistiska partigruppen Gruppen Oberoende/Demokrati. Sedan Europaparlamentsvalet 2009 sitter dess Europaparlamentariker i Gruppen Frihet och demokrati i Europa (EFD).
I de allmänna valen den 4 oktober 2009 fick LA.O.S endast 5,63 % av rösterna och 15 ledamöter.
2004 gick det nationalistiska partiet Hellenistiska fronten upp i LA.O.S. Man fick även stöd från Hellenismpartiet och Hellenistiska kvinnopartiet.